# Суфия (мечеть)
Мечеть «Суфия́» (тат. «Суфия» мәчете, баш. «Суфия» мәсете), также известная как Кантюко́вская мечеть — мечеть, расположенная в татарском селе Кантюковка Стерлитамакского района Башкортостана. Считается одной из красивейших мечетей республики.

## История
В основу проекта, по словам главного архитектора — Айвара Саттарова, легло переплетение восточных мотивов, а также культуры татарского и башкирского народов. Мечеть возведена по просьбе жителей села на спонсорские средства уроженца Кантюковки, ныне генерального директора ООО «Газпром трансгаз Казань» Рафката Кантюкова. Своё название мечеть получила в честь матери Рафката Кантюкова — Суфии. На церемонии открытия 22 августа 2008 года присутствовали премьер-министр Башкортостана Раиль Сарбаев, премьер-министр Татарстана Рустам Минниханов, муфтии Башкортостана Нурмухаммад хазрат, Татарстана Гусман хазрат, ЦДУМ Талгат Таджутдин, многие имамы мечетей, главы администраций близлежащих городов и районов.

## Особенности
Небольшая по размеру мечеть украшена мрамором, мозаикой, золотом. Внутреннее убранство мечети украшено уральским мрамором двух цветов, итальянской мозаикой, чешскими хрустальными люстрами и светильниками, изысканными коврами, сотканными по индивидуальному заказу. «Суфия» расположена на берегу искусственного водоёма. Мечеть облицована мрамором Коелгинского месторождения, цоколь и ступени выполнены из уральского змеевика. Облицовка выполнена по технологии «вентилируемый фасад». Сразу же после окончания строительства мечеть стала достопримечательностью не только села, но и всего Башкортостана. Мидхат Рахимкулов, один из исследователей истории Кантюковки, по случаю открытия выразился следующим образом:

— «Суфия» напоминает индийское чудо света Тадж-Махал. Разница лишь в масштабе духовного храма и в том, что Тадж воздвигнут в честь умершей жены шахом, а наша мечеть — в честь матери благодарным сыном. Если в селе есть храм Бога, то и в душе людей есть Бог.

На мемориальной доске, размещённой на фасаде мечети, на татарском языке написано:

Бу Аллаһ йорты 2007—2008 елны әнисе Мостафа кызы Суфия истәлегенә Рәфкать Габделхәй улы Кантюков тарафыннан төзелде— Мемориальная доска на фасаде мечети

## Галерея

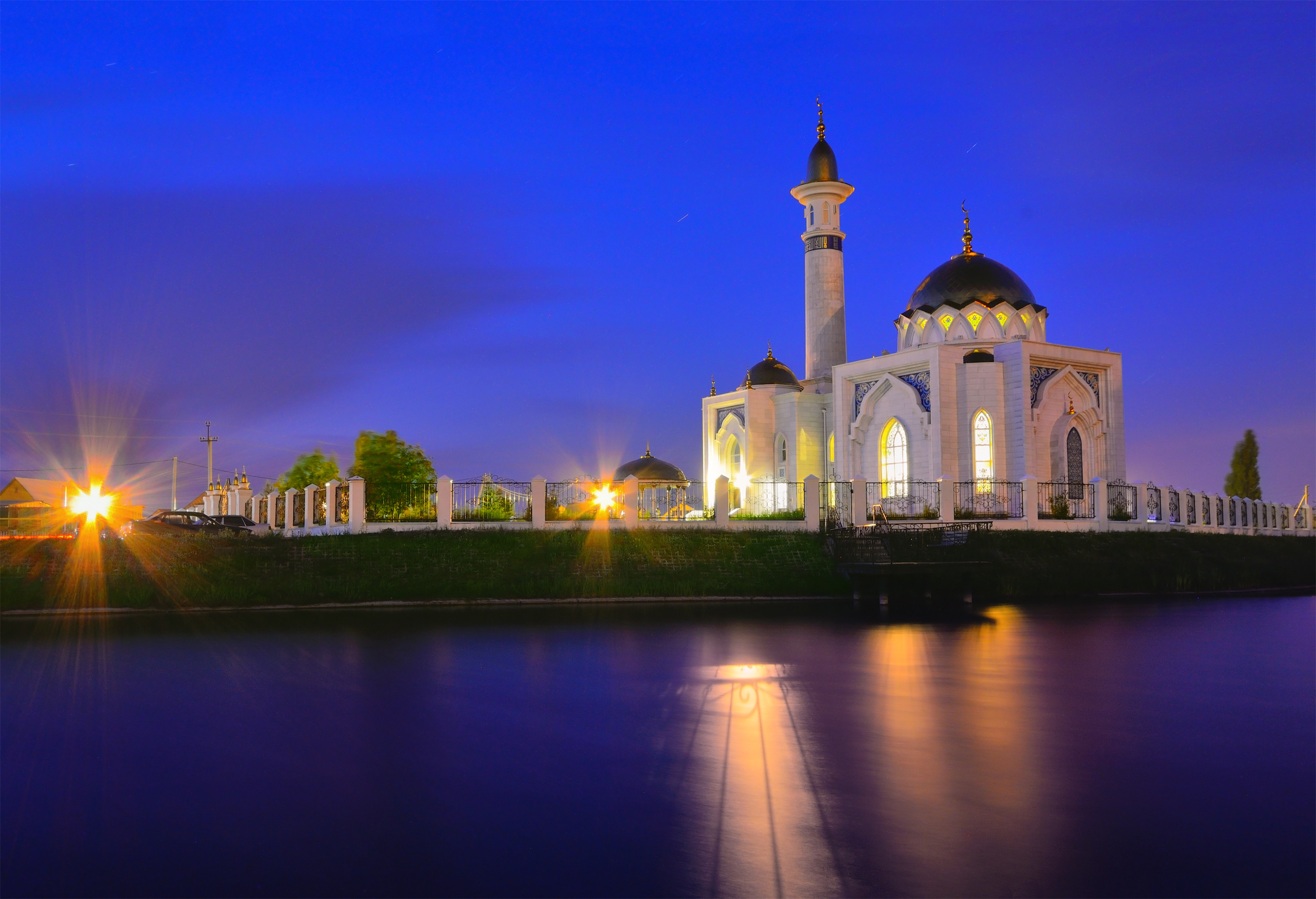
В сумерках
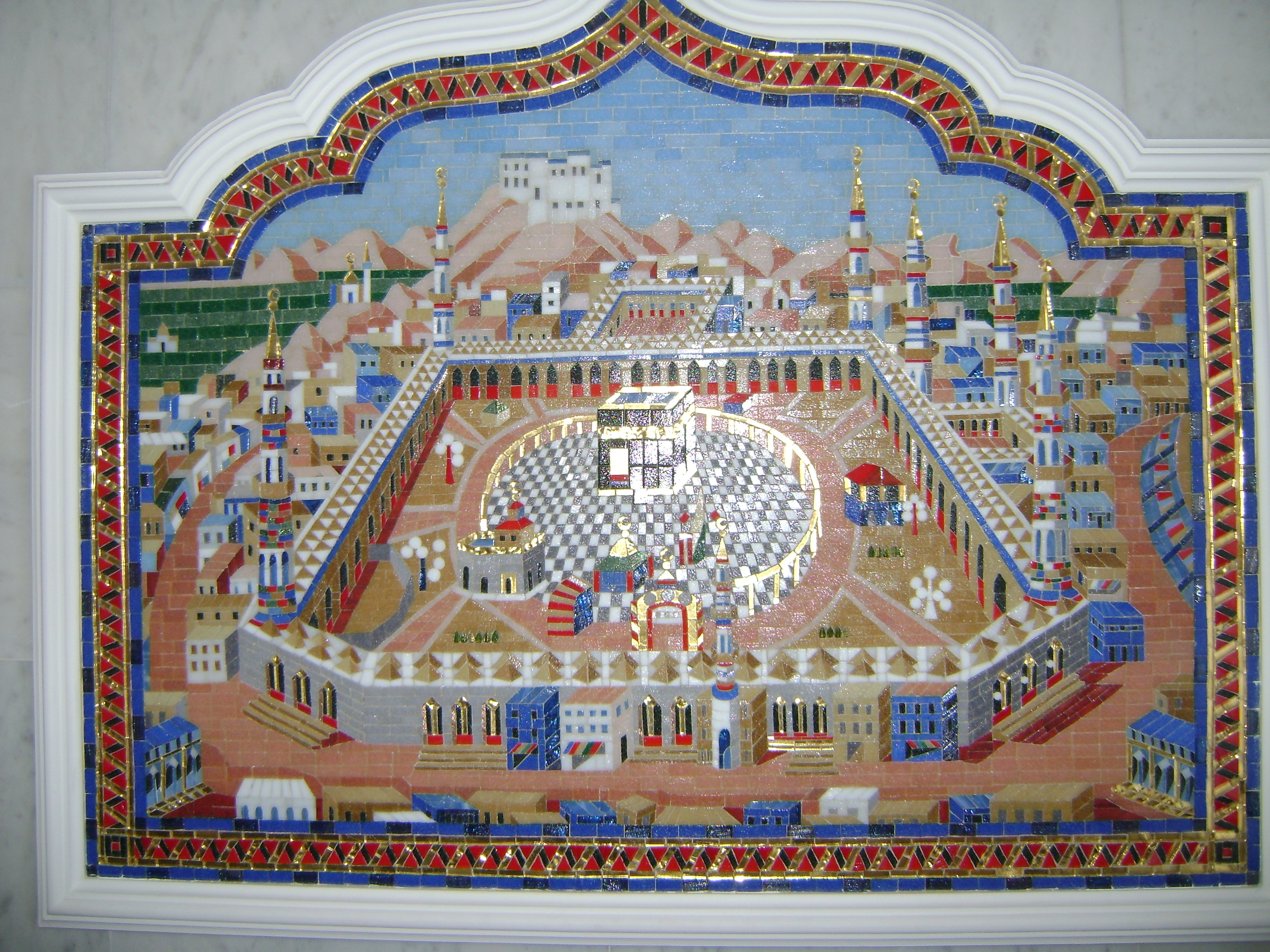
Мозаика внутри мечети
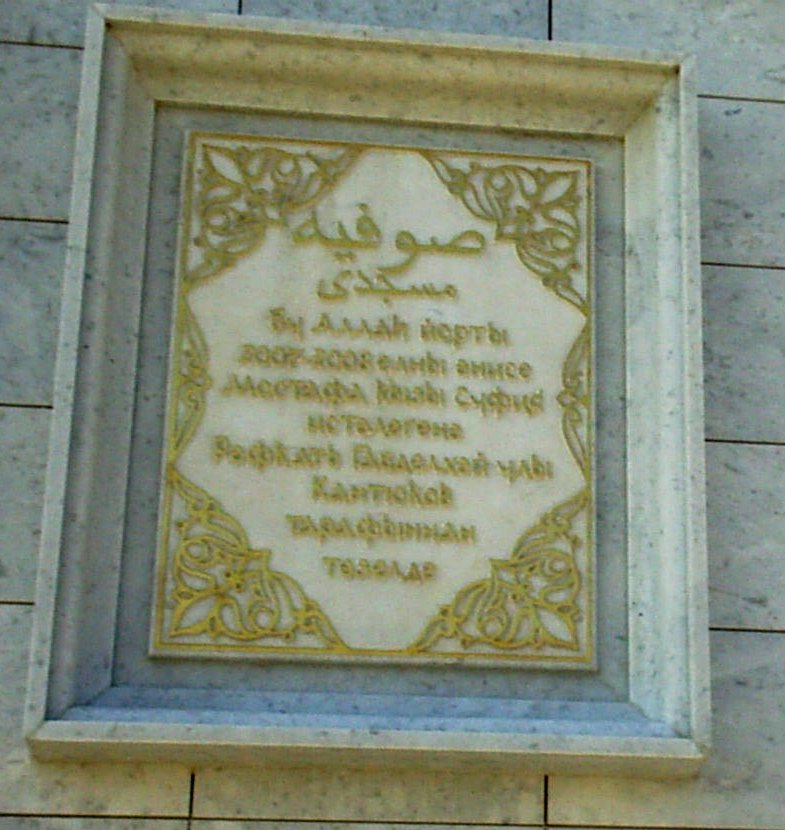
Мемориальная доска
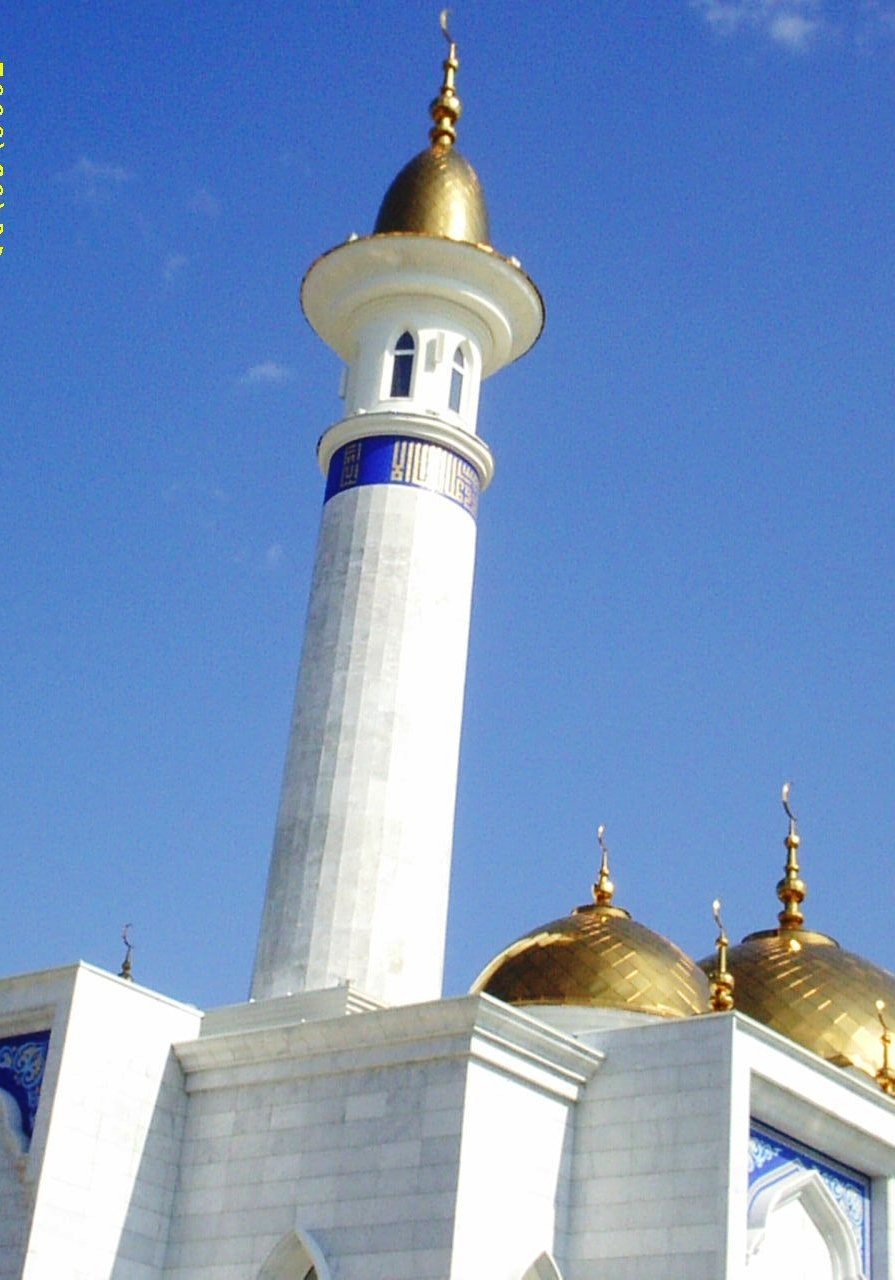
Минарет
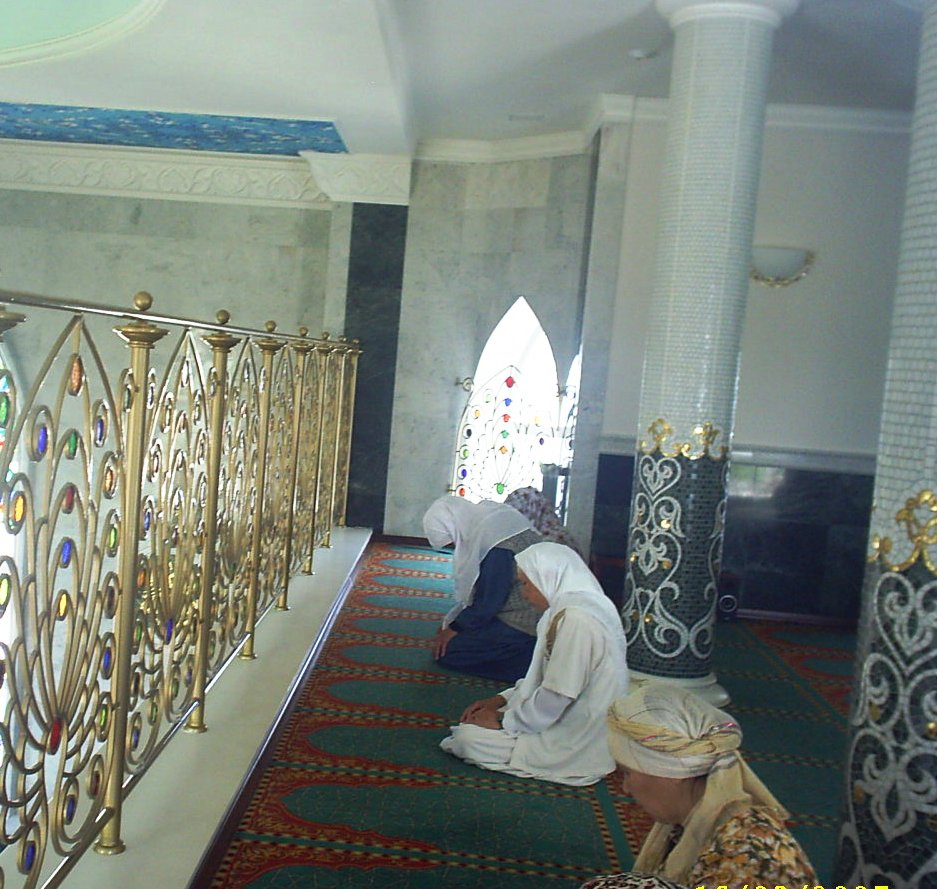
Женская половина
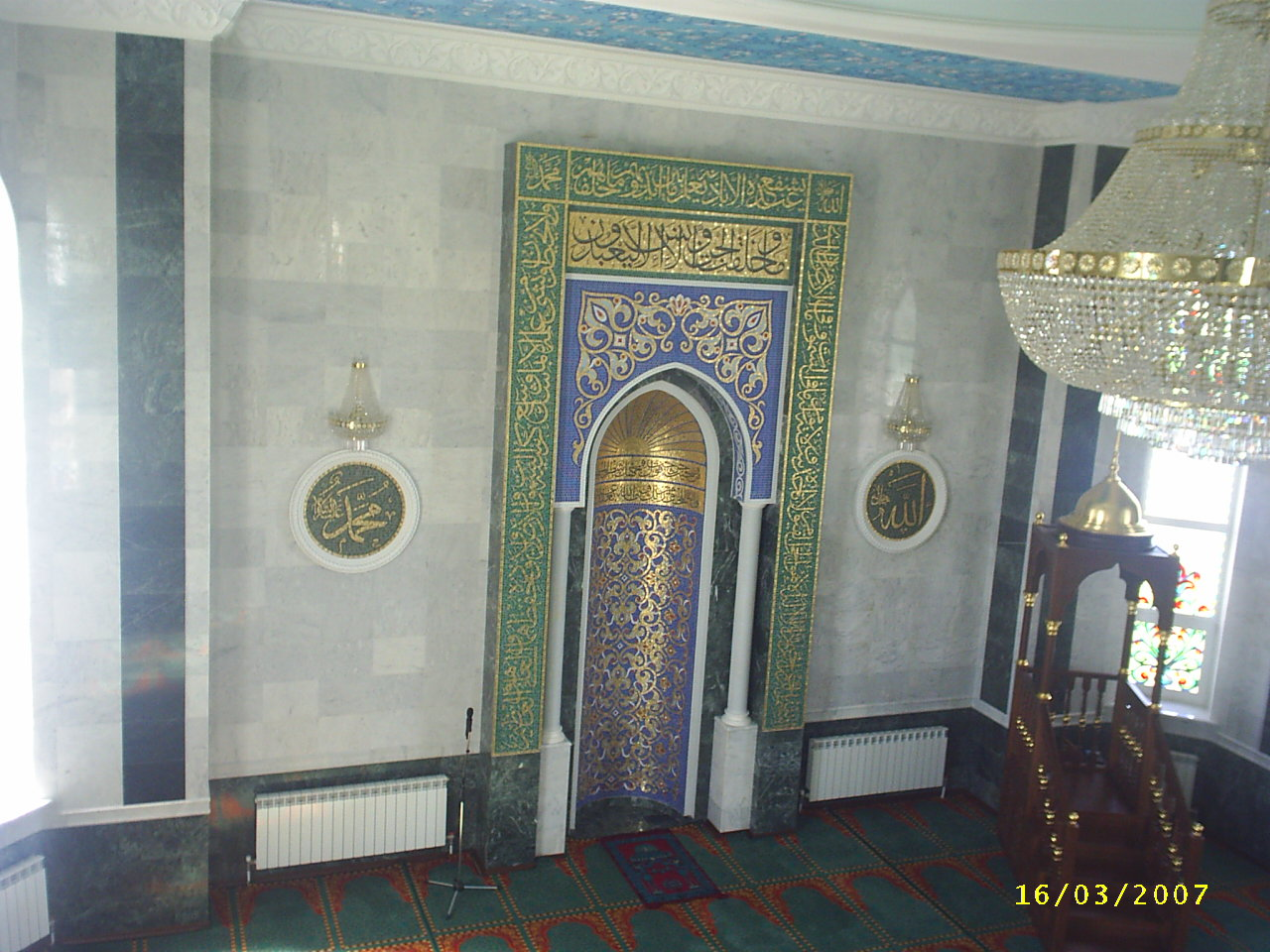
Минбар
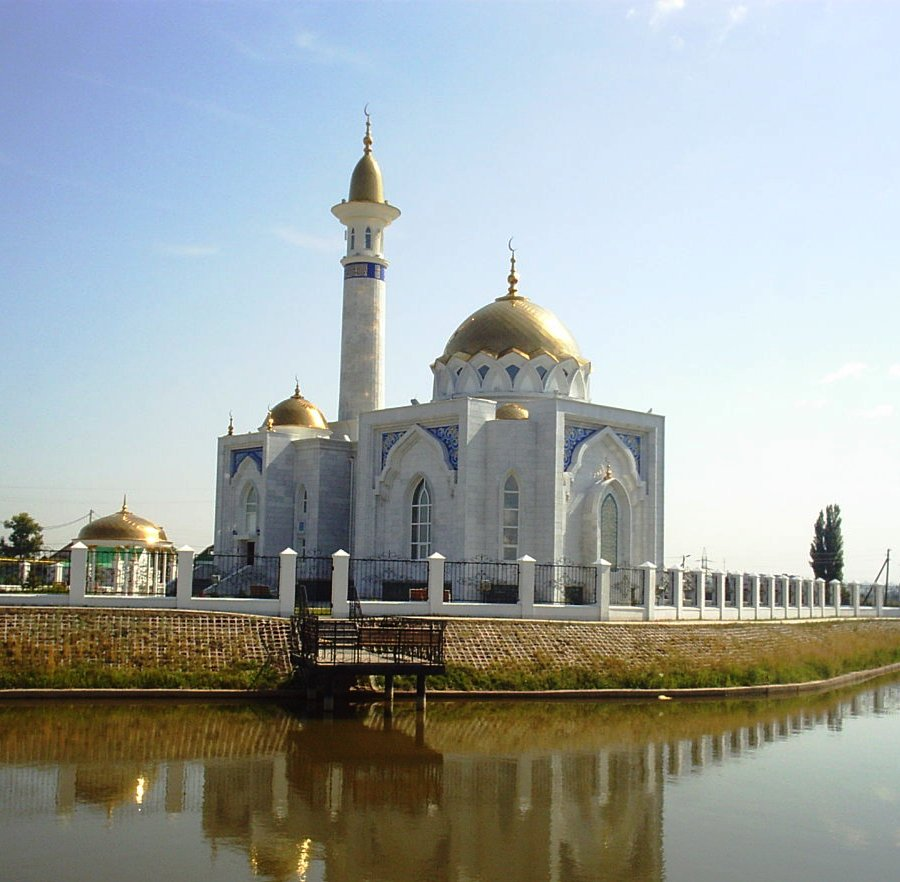
Мечеть со стороны
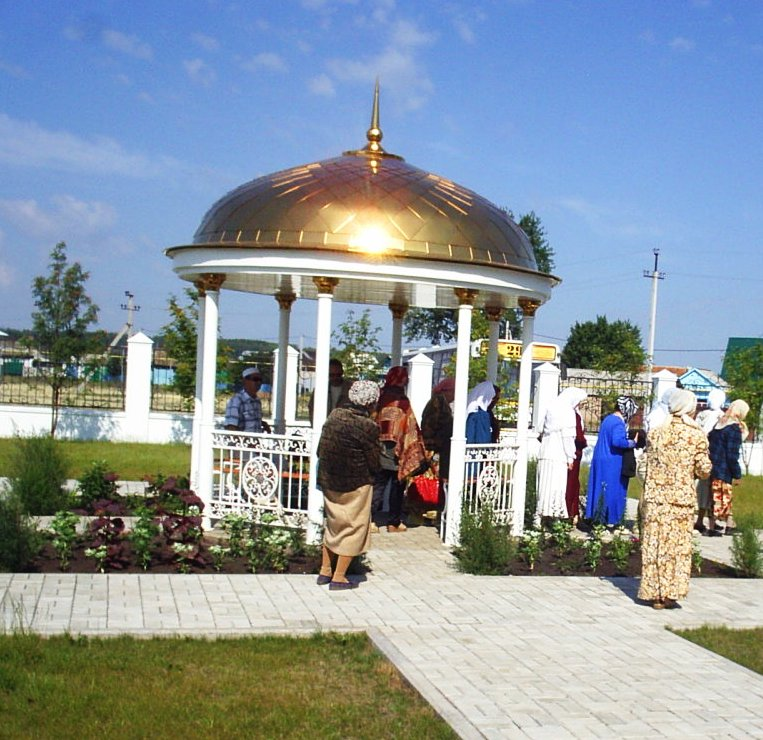
Двор мечети